# Leichtathletik-Weltmeisterschaften 2015/Teilnehmer (Vereinigte Arabische Emirate)
| Gelbes Symbol für Goldmedaillen mit stilisierten Olympischen Ringen | Graues Symbol für Silbermedaillen mit stilisierten Olympischen Ringen | Braundes Symbol für Bronzemedaillen mit stilisierten Olympischen Ringen |
| ------------------------------------------------------------------- | --------------------------------------------------------------------- | ----------------------------------------------------------------------- |
| —                                                                   | —                                                                     | —                                                                       |

Der Leichtathletikverband der Vereinigten Arabischen Emirate nominierte zwei Athletinnen für die Leichtathletik-Weltmeisterschaften 2015 in der chinesischen Hauptstadt Peking.

## Ergebnisse

### Frauen
| Athlet              | Disziplin | Vorlauf      | Vorlauf | Halbfinale  | Halbfinale | Finale               | Finale               |
| Athlet              | Disziplin | Zeit         | Platz   | Zeit        | Platz      | Zeit                 | Platz                |
| ------------------- | --------- | ------------ | ------- | ----------- | ---------- | -------------------- | -------------------- |
| Betlhem Desalegn    | 1500 m    | 4:05,73 min  | 9       | 4:17,92 min | 21         | nicht qualifiziert   | nicht qualifiziert   |
| Betlhem Desalegn    | 5000 m    | 15:48,52 min | 18      |             |            | nicht qualifiziert   | nicht qualifiziert   |
| Alia Saeed Mohammed | 10.000 m  |              |         |             |            | Rennen nicht beendet | Rennen nicht beendet |